# 2012 VP113

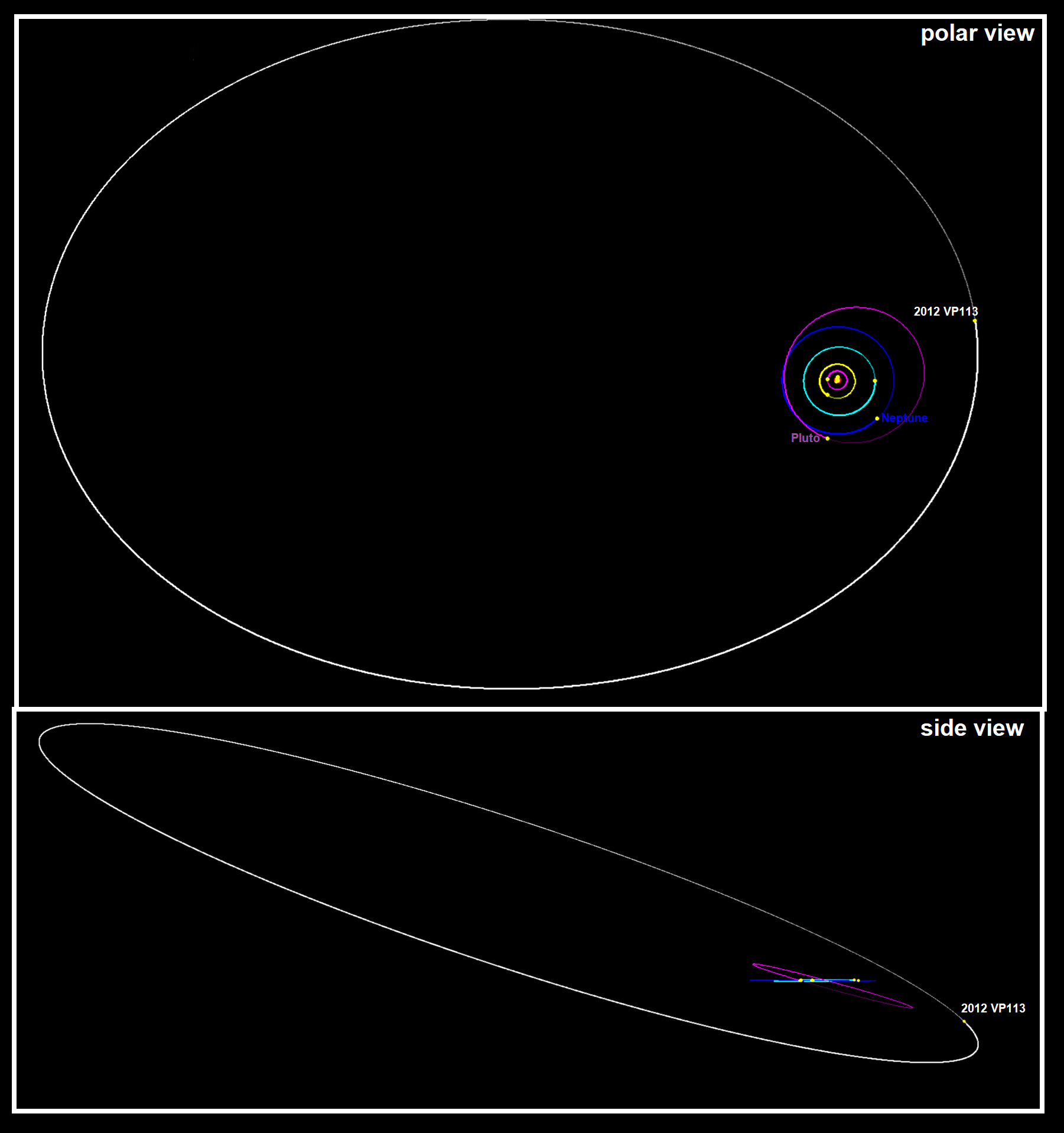
2012 VP113

2012 VP113 är en småplanet i Solsystemets ytterkanter. Den upptäcktes den 5 november 2012 vid Gemini-observatoriet i Chile, men upptäckten bekräftades först den 26 mars 2014. Dess omloppsbana  går 80 gånger längre bort från Solen än Jordens omloppsbana.
Upptäckarna har föreslagit att den ska uppkallas efter den vid upptäckten sittande amerikanske vicepresidenten Joe Biden.